# Répugnance en droit nigérian
En droit nigérian, le test de la répugnance (en anglais: repugnancy) est un type de contrôle juridictionnel du droit coutumier et islamique par les juges étatiques, pour les cas où les solutions juridiques non-étatiques porteraient atteinte à des droits fondamentaux garantis par la Constitution du Nigeria. Il s'agit d'un héritage du droit colonial britannique.

## Histoire
La doctrine de la répugnance apparaît dans la common law de l'empire britannique au XIXe siècle, afin d'assurer la prééminence des lois impériales sur les dispositions spéciales en vigueur dans les dominions. Ce contrôle s'étend aussi sur les ordres juridiques autochtones, dont ceux présents au Nigeria.
Au Nigeria, le principe de la répugnance a été posé par l'arrêt Eshugbayi Eleko c. gouvernement du Nigeria en 1931, selon lequel certaines « coutumes barbares » ne sauraient être reconnues devant les juridictions impériales britanniques.

## Principe
Les juges étatiques nigérians utilisent trois critères pour déterminer la répugnance d'une jurisprudence autochtone : la solution ne doit être contraire ni à la justice naturelle, ni à l'équité, ni à la bonne conscience. De plus, les juges sanctionnent tout ce qu'ils estiment contraire à l'ordre public.

## Débats
Certains juristes nigérians estiment que la doctrine de la répugnance est obsolète et doit être abandonnée comme dans d'autres pays d'Afrique, tandis que pour d'autres, ce moyen de contrôle étatique est une bonne chose,.